# Bản Lầm
Bản Lầm là một xã thuộc huyện Thuận Châu, tỉnh Sơn La, Việt Nam.
Xã Bản Lầm có diện tích 62,84 km², dân số năm 1999 là 2952 người, mật độ dân số đạt 47 người/km².